# Summertime Sadness
"Summertime Sadness" là một bài hát của nữ nghệ sĩ-nhạc sĩ người Mỹ Lana Del Rey, trích từ album phòng thu thứ hai của cô Born to Die. Nó được phát hành như một đĩa đơn chính thức vào ngày 22 tháng 6 năm 2012. Đây là đĩa đơn thứ ba của album này ở Đức, Áo và là đĩa đơn thứ tư ở Thụy Sĩ.

## Video âm nhạc
Video âm nhạc cho "Summertime Sadness" được quay vào tháng Tư và tháng 5 năm 2012. Video được đạo diễn bởi Kyle Newman và Spencer Susser.

## Danh sách ca khúc
EP kĩ thuật số
1. "Summertime Sadness" (Radio Mix) – 4:12
2. "Summertime Sadness" (Album Version) – 4:23
3. "Summertime Sadness" (Radio Mix) (Extended Version) - 5:06
4. "Summertime Sadness" (Hannes Fischer Nightflight Remix) - 6:41

Đĩa đơn CD
1. "Summertime Sadness" (Radio Mix) – 4:12
2. "Summertime Sadness" (Album Version) – 4:23

12" Vinyl
1. "Summertime Sadness" (Todd Terry Remix)
2. "Summertime Sadness" (Todd Terry Dub)
3. "Summertime Sadness" (Hannes Fischer Nightflight Remix)
4. "Summertime Sadness" (Marbert Rocel Remix)

## Thực hiện
- Hát chính – Lana Del Rey
- Sản xuất – Emile Haynie, Rick Nowels
- Viết lời – Lana Del Rey, Rick Nowels, Kieran De Jour
- Hãng đĩa – Interscope

## Xếp hạng
| Bảng xếp hạng (2012)          | Vị trí cao nhất |
| ----------------------------- | --------------- |
| Áo (Ö3 Austria Top 40)        | 8               |
| Pháp (SNEP)                   | 56              |
| Đức (GfK)                     | 7               |
| Thụy Sĩ (Schweizer Hitparade) | 30              |

## Lịch sử phát hành
| Quốc gia | Ngày                | Định dạng       |
| -------- | ------------------- | --------------- |
| Đức      | 22 tháng 6 năm 2012 | Tải kĩ thuật số |
| Áo       | 22 tháng 6 năm 2012 | Tải kĩ thuật số |
| Thụy Sĩ  | 22 tháng 6 năm 2012 | Tải kĩ thuật số |
| Đức      | 13 tháng 1 năm 2012 | Đĩa đơn CD      |
| Đức      | 13 tháng 1 năm 2012 | 12" Vinyl       |